# Bundesautobahn 210
Bundesautobahn 210 (em português: Auto-estrada Federal 210) ou A 210, é uma auto-estrada na Alemanha.
A Bundesautobahn 210 tem 27 km de comprimento.

## Estados
Estados percorridos por esta auto-estrada:
- Faltaestado